# Paul Ricœur
Paul Ricœur (Valence, 27 februari 1913 – Châtenay-Malabry, 20 mei 2005) was een Franse filosoof.

## Biografie
Ricœur stamde uit een streng protestantse familie. Zijn moeder overleed toen hij nog geen twee jaar oud was, en zijn vader sneuvelde in 1915 tijdens de Slag bij de Marne. Hij werd vervolgens door zijn tantes opgevoed. Tijdens de Tweede Wereldoorlog vertaalde hij in een krijgsgevangenenkamp een boek van de door de nazi’s verboden filosoof Edmund Husserl. In 1948 werd hij hoogleraar te Straatsburg en in 1956 aan de Parijse Sorbonne. In 1969 werd hij met tegenzin rector magnificus van de nieuw opgerichte universiteit van Nanterre. Zijn naam zal voor velen verbonden blijven met de beruchte Parijse Meirevolte van 1968. Als rector te Nanterre stond hij aanvankelijk aan de zijde van de protesterende studenten. In de media hekelde hij vrijuit de benepenheid van de traditionele universitaire structuren. Toch werd zijn boodschap door de 68’ers aldus niet begrepen: voor radicale studentenleiders als Daniël Cohn-Bendit was hij vooral de man die de oproerpolitie op de campus had toegelaten. Hij werd zelfs met vuilnis bekogeld. Een prullenbak werd over zijn hoofd geleegd. Zijn rectoraat duurde nog geen jaar. Hij nam om gezondheidsredenen ontslag en vond onderdak aan de universiteit van Leuven in België, waar hij kon werken in het Husserl-archief. In 1968 ontving Ricoeur een eredoctoraat van de Katholieke Universiteit Nijmegen, in 1982 van de Katholieke Hogeschool Tilburg (sinds 2012 Tilburg University geheten). Drie jaar later keerde hij terug naar Nanterre. Later is Ricœur ook hoogleraar geweest in Chicago en Yale in de Verenigde Staten. Maar ook in Parijs werd hij volledig gerehabiliteerd.

## Betekenis
Als filosoof heeft Ricœur vooral bekendheid verworven door zijn werken over de menselijke vrije wil en de mens als een verhalend wezen. Hoewel hij een omvangrijk en veelzijdig oeuvre nalaat, is hij nooit een modieuze denker geweest zoals Jacques Lacan, Jean-Paul Sartre of Jacques Derrida. Er is weinig waarover Ricœur niet heeft nagedacht of geschreven: vaak gebruikte hij daarbij de actualiteit als grondstof. In een uitvoerig artikel in de Franse krant Le Monde liet hij zich uit tegen de theorie van de preventieve oorlogsvoering van president George W. Bush. Ricœur vroeg zich vaak af hoe de mens als ethisch wezen kan fungeren en de volle verantwoordelijkheid kan nemen voor zijn daden.
Vooral in het verenigen van verschillende wijsgerige tradities, de fenomenologie, de hermeneutiek, het structuralisme en de analytische filosofie heeft Ricœur zich een meester getoond.
Ricoeur is van grote invloed geweest op theologen die probeerden in een geseculariseerde, postmoderne samenleving over geloof te spreken. Vaak maakten ze daarbij gebruik van het begrip 'Tweede Naïviteit', waarvan Ricoeur de uitvinder is. Dat kan omschreven worden als een geloof dat de kritiek van het atheïsme overstijgt, de eerste naïviteit van de letterlijkheid van geloof en ongeloof voorbij, zodat een Godsbeleving mogelijk wordt waarin weer sprake kan zijn van authentieke verwondering. "Het betreft hier een herwonnen geloof dat niet meer naïef is, omdat het beproefd is door de kritiek van het atheïsme en deze kritiek positief verwerkt en geïntegreerd heeft", aldus de Leuvense hoogleraar godsdienstpsychologie Dirk Hutsebaut.

### Drie stadia in het omgaan met de Bijbel
1. Een 'fantastisch boek': de eerste naïviteit, begrijpend lezen als sprookje in de miraculeuze kindertijd (story)
2. Een 'historisch boek': de kritische fase (history)
3. Een 'levensboek': de tweede naïviteit, een antwoord op grote zinvragen voor mensen van nu en vroeger, hier en elders (transhistory)

### Vertalingen
- Sexualiteit: het menselijk leven als sexueel bestaan, een onderzoek naar alle aspecten van een probleem waarvoor de mens van deze tijd zich gesteld ziet, 1960.
- Politiek en geloof: essays, Ambo, Amsterdam, 1968.
- Symbolen van het kwaad (1970), Het kwaad: een uitdaging aan de filosofie en aan de theologie, 1992.
- Politiek en geloof: essays van Paul Ricoeur, 1970.
- Wegen van de filosofie: structuralisme, psychoanalyse, hermeneutiek, Ambo, Amsterdam, 1970.
- Kwaad en bevrijding: filosofie en theologie van de hoop: hermeneutische artikelen, 1971.
- Het kwaad. Een uitdaging aan de filosofie en aan de theologie, Kok Agora, Kampen.
- Het probleem van de grondslagen van de moraal, 1995.
- Tekst en betekenis: opstellen over de interpretatie van literatuur, Ambo, Amsterdam, 1991.

- Bibsys: 90071712
- Biblioteca Nacional de Chile: 000041127
- Biblioteca Nacional de España: XX914675
- Bibliothèque nationale de France: cb11921926p (data)
- Catàleg d'autoritats de noms i títols de Catalunya: 981058514013506706
- CiNii: DA00408463
- Gemeinsame Normdatei: 118600613
- International Standard Name Identifier: 0000 0001 2146 8970
- Library of Congress Control Number: n79056642
- Nationale Bibliotheek van Letland: 000006546
- Bibliotheek van het Japanse parlement: 00454183
- Nationale Bibliotheek van Tsjechië: jn20000701502
- Nationale bibliotheek van Australië: 52031689
- Nationale Bibliotheek van Israël: 987007301500705171
- Nationale Bibliotheek van Polen: a0000001180021
- Nationale en Universitaire bibliotheek Zagreb: 000027532
- Nederlandse Thesaurus van Auteursnamen: 068278748
- Istituto Centrale per il Catalogo Unico: CFIV008275
- LIBRIS: 208326
- SNAC: w6xs6bk5
- Système universitaire de documentation: 027099717
- Trove: 1511458
- Union List of Artist Names: 500292280
- Virtual International Authority File: 108266369
- WorldCat: E39PBJkT76TffTCqt7KmYCPvpP

1. ↑  Ger Groot, ‘’Lezen is een oefening in vrijheid. Filosoof Paul Ricoeur over goed, kwaad, fantasie en fanatisme’’, interview, NRC 1994’.